# Championnat panaméricain masculin de handball 2004
Navigation
Argentine 2002 Brésil 2006
Le championnat panaméricain masculin de handball 2004 est la 11e édition de la compétition. Il se déroule du 20 au 24 juillet 2004 à Santiago au Chili, trois semaines avant les Jeux olympiques d'Athènes (auxquels participe le Brésil en tant que vainqueur des Jeux panaméricains).
L'Argentine remporte la compétition pour la troisième fois et se qualifie pour le championnat du monde 2005 en compagnie du Brésil, vice-champion, et du Canada, troisième.

## Phase de groupes

### Groupe A
|   | Équipe     | Pts | J | G | N | P | Bp | Bc | Diff |
| - | ---------- | --- | - | - | - | - | -- | -- | ---- |
| 1 | Brésil     | 6   | 3 | 3 | 0 | 0 | 94 | 54 | 40   |
| 2 | Canada     | 4   | 3 | 2 | 0 | 1 | 71 | 66 | 5    |
| 3 | Porto Rico | 2   | 3 | 1 | 0 | 2 | 66 | 98 | -32  |
| 4 | États-Unis | 0   | 3 | 0 | 0 | 3 | 59 | 86 | -27  |

| 20 juillet 14h30 | Brésil  | 25 – 13 | Canada |  |
| 20 juillet 14h30 | (13–10) |         |        |  |

| 20 juillet 20h30 | Porto Rico | 29 – 28 | États-Unis |  |

| 21 juillet 16h30 | Canada | 26 – 18 | États-Unis |  |

| 21 juillet 18h30 | Brésil | 38 – 14 | Porto Rico |  |

| 22 juillet 14h30 | Canada | 32 – 23 | Porto Rico |  |

| 22 juillet 16h30 | Brésil | 31 – 13 | États-Unis |  |
| 22 juillet 16h30 | (13–8) |         |            |  |

### Groupe B
|   | Équipe    | Pts | J | G | N | P | Bp  | Bc | Diff |
| - | --------- | --- | - | - | - | - | --- | -- | ---- |
| 1 | Argentine | 6   | 3 | 3 | 0 | 0 | 102 | 48 | 54   |
| 2 | Chili     | 4   | 3 | 2 | 0 | 1 | 80  | 77 | 3    |
| 3 | Groenland | 1   | 3 | 0 | 1 | 2 | 67  | 82 | -15  |
| 4 | Mexique   | 1   | 3 | 0 | 1 | 2 | 56  | 98 | -42  |

| 20 juillet 16h30 | Argentine | 30 – 17 | Groenland |  |

| 20 juillet 18h30 | Chili | 35 – 18 | Mexique |  |

| 21 juillet 14h30 | Argentine | 41 – 16 | Mexique |  |

| 21 juillet 20h30 | Chili | 30 – 28 | Groenland |  |

| 22 juillet 18h30 | Groenland | 22–22 | Mexique |  |

| 22 juillet 20h30 | Argentine | 31 – 15 | Chili |  |

## Matchs de classement
|  | Demi-finales | Demi-finales |                        |    | Finale     | Finale     |
|  | Demi-finales | Demi-finales |                        |    | Finale     | Finale     |
|  |              |              |                        |    |            |            |
|  | 23 juillet   | 23 juillet   |                        |    | 24 juillet | 24 juillet |
|  | 23 juillet   | 23 juillet   |                        |    | 24 juillet | 24 juillet |
|  | Porto Rico   | 30           |                        |    | 24 juillet | 24 juillet |
|  | Porto Rico   | 30           |                        |    | 24 juillet | 24 juillet |
|  | Mexique      | 24           |                        |    | 24 juillet | 24 juillet |
|  | Mexique      | 24           | Porto Rico             | 28 |            |            |
|  | 23 juillet   |              | Porto Rico             | 28 |            |            |
|  |              | Groenland    | 33                     |    |            |            |
|  | Groenland    | Groenland    | 33                     | 27 |            |            |
|  | Groenland    |              |                        | 27 |            |            |
|  | États-Unis   | 21           |                        |    |            |            |
|  | États-Unis   | 21           | Match pour la 3e place |    |            |            |
|  |              |              |                        |    |            |            |
|  | 24 juillet   |              |                        |    |            |            |
|  |              |              |                        |    |            |            |
|  | Mexique      | 29           |                        |    |            |            |
|  | Mexique      | 29           |                        |    |            |            |
|  | États-Unis   | 37           |                        |    |            |            |
|  | États-Unis   | 37           |                        |    |            |            |

| 23 juillet 14h30 | Porto Rico | 30 – 24 | Mexique |  |

| 23 juillet 16h30 | Groenland | 27 – 21 | États-Unis |  |

### Match pour la7eplace
| 24 juillet 12h00 | États-Unis | 37 – 29 | Mexique |  |

### Match pour la5eplace
| 24 juillet 14h00 | Groenland | 33 – 28 | Porto Rico |  |

## Phase finale
|  | Demi-finales | Demi-finales |                        |    | Finale     | Finale     |
|  | Demi-finales | Demi-finales |                        |    | Finale     | Finale     |
|  |              |              |                        |    |            |            |
|  | 23 juillet   | 23 juillet   |                        |    | 24 juillet | 24 juillet |
|  | 23 juillet   | 23 juillet   |                        |    | 24 juillet | 24 juillet |
|  | Brésil       | 32           |                        |    | 24 juillet | 24 juillet |
|  | Brésil       | 32           |                        |    | 24 juillet | 24 juillet |
|  | Chili        | 8            |                        |    | 24 juillet | 24 juillet |
|  | Chili        | 8            | Brésil                 | 21 |            |            |
|  | 23 juillet   |              | Brésil                 | 21 |            |            |
|  |              | Argentine    | 24                     |    |            |            |
|  | Argentine    | Argentine    | 24                     | 27 |            |            |
|  | Argentine    |              |                        | 27 |            |            |
|  | Canada       | 18           |                        |    |            |            |
|  | Canada       | 18           | Match pour la 3e place |    |            |            |
|  |              |              |                        |    |            |            |
|  | 24 juillet   |              |                        |    |            |            |
|  |              |              |                        |    |            |            |
|  | Chili        | 24           |                        |    |            |            |
|  | Chili        | 24           |                        |    |            |            |
|  | Canada       | 31           |                        |    |            |            |
|  | Canada       | 31           |                        |    |            |            |

### Demi-finales
| 23 juillet 18h30 | Brésil | 32 – 8 | Chili |  |
| 23 juillet 18h30 | (15–6) |        |       |  |

| 23 juillet 20h30 | Argentine | 27 – 18 | Canada |  |

### Match pour la3eplace
| 24 juillet 16h00 | Canada  | 31 – 24 | Chili |  |
| 24 juillet 16h00 | (16–11) |         |       |  |

### Finale
| 24 juillet 18h00 | Argentine | 24 – 21 | Brésil |  |
| 24 juillet 18h00 | (14–11)   |         |        |  |

## Bilan

### Classement final
| Rang                         | Équipe     | M | V | N | D |
| ---------------------------- | ---------- | - | - | - | - |
| Médaille d'or, Amérique      | Argentine  | 5 | 5 | 0 | 0 |
| Médaille d'argent, Amérique  | Brésil     | 5 | 4 | 0 | 1 |
| Médaille de bronze, Amérique | Canada     | 5 | 3 | 0 | 2 |
| 4                            | Chili      | 5 | 2 | 0 | 3 |
| 5                            | Groenland  | 5 | 2 | 1 | 2 |
| 6                            | Porto Rico | 5 | 2 | 0 | 3 |
| 7                            | États-Unis | 5 | 1 | 0 | 4 |
| 8                            | Mexique    | 5 | 0 | 1 | 4 |

### Équipe-type
L'équipe-type de la compétition est :
- Meilleur joueur : Bruno Souza,  Brésil
- Meilleur gardien de but : Marcão (en),  Brésil
- Meilleur ailier gauche : Hélio Justino (pt),  Brésil
- Meilleur pivot : Gonzalo Carou,  Argentine
- Meilleur ailier droit : Federico Besasso,  Argentine
- Meilleur arrière gauche : Bruno Souza,  Brésil
- Meilleur demi-centre : Matias Lima,  Argentine
- Meilleur arrière droit : Leonardo Facundo Querín (en),  Argentine

Le meilleur buteur est D. Santiago (Porto-Rico) avec 39 buts marqués.